# Тульбинг
Тульбинг (нем. Tulbing) — ярмарочная коммуна (нем. Marktgemeinde) в Австрии, в федеральной земле Нижняя Австрия. 
Входит в состав округа Тульн.  Население составляет 2700 человек (на 31 декабря 2005 года). Занимает площадь 18,36 км². Официальный код  —  32134.

## Политическая ситуация
Бургомистр коммуны — Эдуард Эккерль (АНП) по результатам выборов 2005 года.
Совет представителей коммуны (нем. Gemeinderat) состоит из 21 места.
- АНП занимает 13 мест.
- СДПА занимает 7 мест.
- Партия BF занимает 1 место.